# Fourth Division 1970-1971
La Fourth Division 1970-1971 è stato il 13º campionato inglese di calcio di quarta divisione. Il titolo di campione di lega è stato vinto dal Notts County, che è salito in Third Division insieme a Bournemouth & Boscombe Athletic (2º classificato), Oldham Athletic (3º classificato) e York City (quest'ultimo, 4º classificato, ha ottenuto per la terza volta nella sua storia la promozione in terza divisione).
Capocannoniere del torneo è stato Ted MacDougall (Bournemouth & Boscombe Athletic) con 42 reti.

## Stagione

### Novità
Al termine della stagione precedente, insieme ai campioni di lega del Chesterfield, salirono in Third Division anche: il Wrexham (2º classificato), lo Swansea City (3º classificato) ed il Port Vale (4º classificato).
Queste squadre furono rimpiazzate dalla quattro retrocesse provenienti dalla divisione superiore: Bournemouth & Boscombe Athletic (relegato per la prima volta nel quarto livello del calcio inglese), Southport, Barrow e Stockport County.
In fondo alla classifica: il Newport County, il Darlington e l'Hartlepool United (quest'ultimo fu costretto a sottoporsi al processo elettivo dopo la retrocessione patita nella stagione precedente), mantennero il loro status nella lega, mentre il Bradford Park Avenue fallì la rielezione, in favore del Cambridge United (vincitore della Southern League) e dopo 61 anni fu escluso dalla Football League. Nella tabella sottostante è riportato l'esito della votazione per l'ammissione al campionato.
| Club                 | Lega                    | Voti | Verdetto     |
| -------------------- | ----------------------- | ---- | ------------ |
| Darlington           | Fourth Division         | 47   | Rieletto     |
| Hartlepool United    | Fourth Division         | 42   | Rieletto     |
| Newport County       | Fourth Division         | 31   | Rieletto     |
| Cambridge United     | Southern League         | 31   | Eletto       |
| Wigan Athletic       | Northern Premier League | 18   | Non eletto   |
| Bradford Park Avenue | Fourth Division         | 17   | Non rieletto |
| Cambridge City       | Southern League         | 2    | Non eletto   |
| Bedford Town         | Southern League         | 1    | Non eletto   |
| Hereford United      | Southern League         | 1    | Non eletto   |
| Morecambe            | Northern Premier League | 1    | Non eletto   |
| Romford              | Southern League         | 1    | Non eletto   |
| Yeovil Town          | Southern League         | 1    | Non eletto   |
| Boston United        | Northern Premier League | 0    | Non eletto   |
| Chelmsford City      | Southern League         | 0    | Non eletto   |
| Hillingdon Borough   | Southern League         | 0    | Non eletto   |
| Telford United       | Southern League         | 0    | Non eletto   |
| Wimbledon FC         | Southern League         | 0    | Non eletto   |

### Formula
Le prime quattro classificate venivano promosse in Third Division, mentre le ultime quattro erano sottoposte al processo di rielezione.

## Squadre partecipanti
| Squadra                         | Città             | Stadio            | Stagione precedente                                  |
| ------------------------------- | ----------------- | ----------------- | ---------------------------------------------------- |
| Aldershot                       | Aldershot         | Recreation Ground | 6º posto in Fourth Division                          |
| Barrow                          | Barrow-in-Furness | Holker Street     | 23º posto in Third Division, retrocesso              |
| Bournemouth & Boscombe Athletic | Bournemouth       | Dean Court        | 21º posto in Third Division, retrocesso              |
| Brentford                       | Londra (Hounslow) | Griffin Park      | 5º posto in Fourth Division                          |
| Cambridge United                | Cambridge         | Abbey Stadium     | 1º posto in Southern League Premier Division, eletto |
| Chester                         | Chester           | Sealand Road      | 11º posto in Fourth Division                         |
| Colchester United               | Colchester        | Layer Road        | 10º posto in Fourth Division                         |
| Crewe Alexandra                 | Crewe             | Gresty Road       | 15º posto in Fourth Division                         |
| Darlington                      | Darlington        | Feethams Ground   | 22º posto in Fourth Division, rieletto               |
| Exeter City                     | Exeter            | St James Park     | 18º posto in Fourth Division                         |
| Grimsby Town                    | Grimsby           | Blundell Park     | 16º posto in Fourth Division                         |
| Hartlepool United               | Hartlepool        | Victoria Park     | 23º posto in Fourth Division, rieletto               |
| Lincoln City                    | Lincoln           | Sincil Bank       | 8º posto in Fourth Division                          |
| Newport County                  | Newport           | Somerton Park     | 21º posto in Fourth Division, rieletto               |
| Northampton Town                | Northampton       | County Ground     | 14º posto in Fourth Division                         |
| Notts County                    | Nottingham        | Meadow Lane       | 7º posto in Fourth Division                          |
| Oldham Athletic                 | Oldham            | Boundary Park     | 19º posto in Fourth Division                         |
| Peterborough United             | Peterborough      | London Road       | 9º posto in Fourth Division                          |
| Scunthorpe United               | Scunthorpe        | Old Showground    | 12º posto in Fourth Division                         |
| Southend United                 | Southend on Sea   | Roots Hall        | 17º posto in Fourth Division                         |
| Southport                       | Southport         | Haigh Avenue      | 22º posto in Third Division, retrocesso              |
| Stockport County                | Stockport         | Edgeley Park      | 24º posto in Third Division, retrocesso              |
| Workington                      | Workington        | Borough Park      | 20º posto in Fourth Division                         |
| York City                       | York              | Bootham Crescent  | 13º posto in Fourth Division                         |

## Classifica finale
|  | Pos. | Squadra                         | Pt | G  | V  | N  | P  | GF | GS | QR    |
|  | ---- | ------------------------------- | -- | -- | -- | -- | -- | -- | -- | ----- |
|  | 1    | Notts County                    | 69 | 46 | 30 | 9  | 7  | 89 | 36 | 2.472 |
|  | 2    | Bournemouth & Boscombe Athletic | 60 | 46 | 24 | 12 | 10 | 81 | 46 | 1.761 |
|  | 3    | Oldham Athletic                 | 59 | 46 | 24 | 11 | 11 | 88 | 63 | 1.397 |
|  | 4    | York City                       | 56 | 46 | 23 | 10 | 13 | 78 | 54 | 1.444 |
|  | 5    | Chester                         | 55 | 46 | 24 | 7  | 15 | 69 | 55 | 1.255 |
|  | 6    | Colchester Utd                  | 54 | 46 | 21 | 12 | 13 | 70 | 54 | 1.296 |
|  | 7    | Northampton Town                | 51 | 46 | 19 | 13 | 14 | 63 | 59 | 1.068 |
|  | 8    | Southport                       | 48 | 46 | 21 | 6  | 19 | 63 | 57 | 1.105 |
|  | 9    | Exeter City                     | 48 | 46 | 17 | 14 | 15 | 67 | 68 | 0.985 |
|  | 10   | Workington                      | 48 | 46 | 18 | 12 | 16 | 48 | 49 | 0.980 |
|  | 11   | Stockport County                | 46 | 46 | 16 | 14 | 16 | 49 | 65 | 0.754 |
|  | 12   | Darlington                      | 45 | 46 | 17 | 11 | 18 | 58 | 57 | 1.018 |
|  | 13   | Aldershot                       | 45 | 46 | 14 | 17 | 15 | 66 | 71 | 0.930 |
|  | 14   | Brentford                       | 44 | 46 | 18 | 8  | 20 | 66 | 62 | 1.065 |
|  | 15   | Crewe Alexandra                 | 44 | 46 | 18 | 8  | 20 | 75 | 76 | 0.987 |
|  | 16   | Peterborough Utd                | 43 | 46 | 18 | 7  | 21 | 70 | 71 | 0.986 |
|  | 17   | Scunthorpe Utd                  | 43 | 46 | 15 | 13 | 18 | 56 | 61 | 0.918 |
|  | 18   | Southend Utd                    | 43 | 46 | 14 | 15 | 17 | 53 | 66 | 0.803 |
|  | 19   | Grimsby Town                    | 43 | 46 | 18 | 7  | 21 | 57 | 71 | 0.803 |
|  | 20   | Cambridge Utd                   | 43 | 46 | 15 | 13 | 18 | 51 | 66 | 0.773 |
|  | 21   | Lincoln City                    | 39 | 46 | 13 | 13 | 20 | 70 | 71 | 0.986 |
|  | 22   | Newport County                  | 28 | 46 | 10 | 8  | 28 | 55 | 85 | 0.647 |
|  | 23   | Hartlepool Utd                  | 28 | 46 | 8  | 12 | 26 | 34 | 74 | 0.459 |
|  | 24   | Barrow                          | 22 | 46 | 7  | 8  | 31 | 51 | 90 | 0.567 |

Legenda:
      Promosso in Third Division 1971-1972.
      Rieletto nella Football League.
Regolamento:
Due punti a vittoria, uno a pareggio, zero a sconfitta.
A parità di punti le squadre venivano classificate secondo il quoziente reti.